# Vermilion Lakes
Vermilion Lakes är sjöar i Kanada.   De ligger i provinsen Alberta, i den centrala delen av landet, 3 000 km väster om huvudstaden Ottawa. Vermilion Lakes ligger 1 418 meter över havet. Arean är 0,48 kvadratkilometer. 
I omgivningarna runt Vermilion Lakes växer i huvudsak barrskog.